# Saddleworth Moor

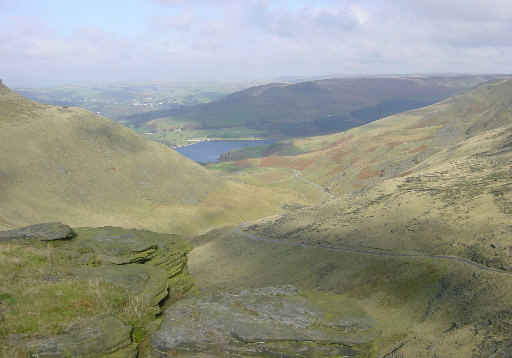
Blick über das Saddleworth Moor mit Dovestones Reservoir im Hintergrund

Saddleworth Moor ist ein Gebiet im Süden der Pennines in England.

## Geographie
Das Saddleworth Moor besteht aus Moorgebieten und Flächen, die von einem groben Sandstein geprägt sind, der als Millstone Grit bezeichnet wird.
Der Pennine Way durchquert das Gebiet vom Wessenden Tal im Norden über den Black Hill und Holme Moss im Süden.

## Geschichte
Der Name des Gebietes beruht auf der civil parish Saddleworth in der das Gebiet liegt. Auch wenn es auf der Westseite der Pennines liegt, so war es bis 1974 in der West Riding of Yorkshire. Heute gehört es zu dem Metropolitan Borough of Oldham in Greater Manchester und dem Metropolitan Borough of Kirklees in West Yorkshire. Die Gebiete im Bereich von West Yorkshire werden auch als Wessenden Moor bzw. Wessenden Head Moor bezeichnet.
Das Moor wurde einer breiten Öffentlichkeit in Großbritannien durch die als Moormorde (engl.: Moors Murders) bezeichneten Verbrechen von Ian Brady und Myra Hindley. Zwei der Opfer wurden 1965 im Moor entdeckt. Eine dritte Leiche konnte aufgrund eines Fotos von Myra Hindley an der Stelle des Verstecks 1987 entdeckt werden. Allein die Leiche von Keith Bennett blieb unentdeckt, auch wenn immer wieder Versuche unternommen wurden, sie zu finden. Brady, der selbst einmal ins Moor gebracht wurde, um bei der Suche zu helfen, machte u. a. Veränderungen in der Landschaft dafür verantwortlich.
Am 24. Juni 2018 brach ein Großfeuer im Moor aus. Bis zum 18. Juli 2018 verbrannten mindestens 18 km².
Viele Menschen verließen ihre Häuser und Schulen wurden geschlossen. Die starke Ausbreitung des Flächenbrands wurde durch die Trockenheit, starke Winde und ungewöhnlich hohe Temperaturen gefördert.

## Bildergalerie

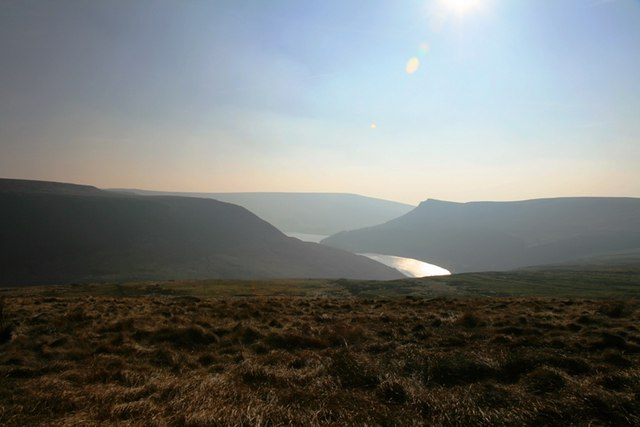
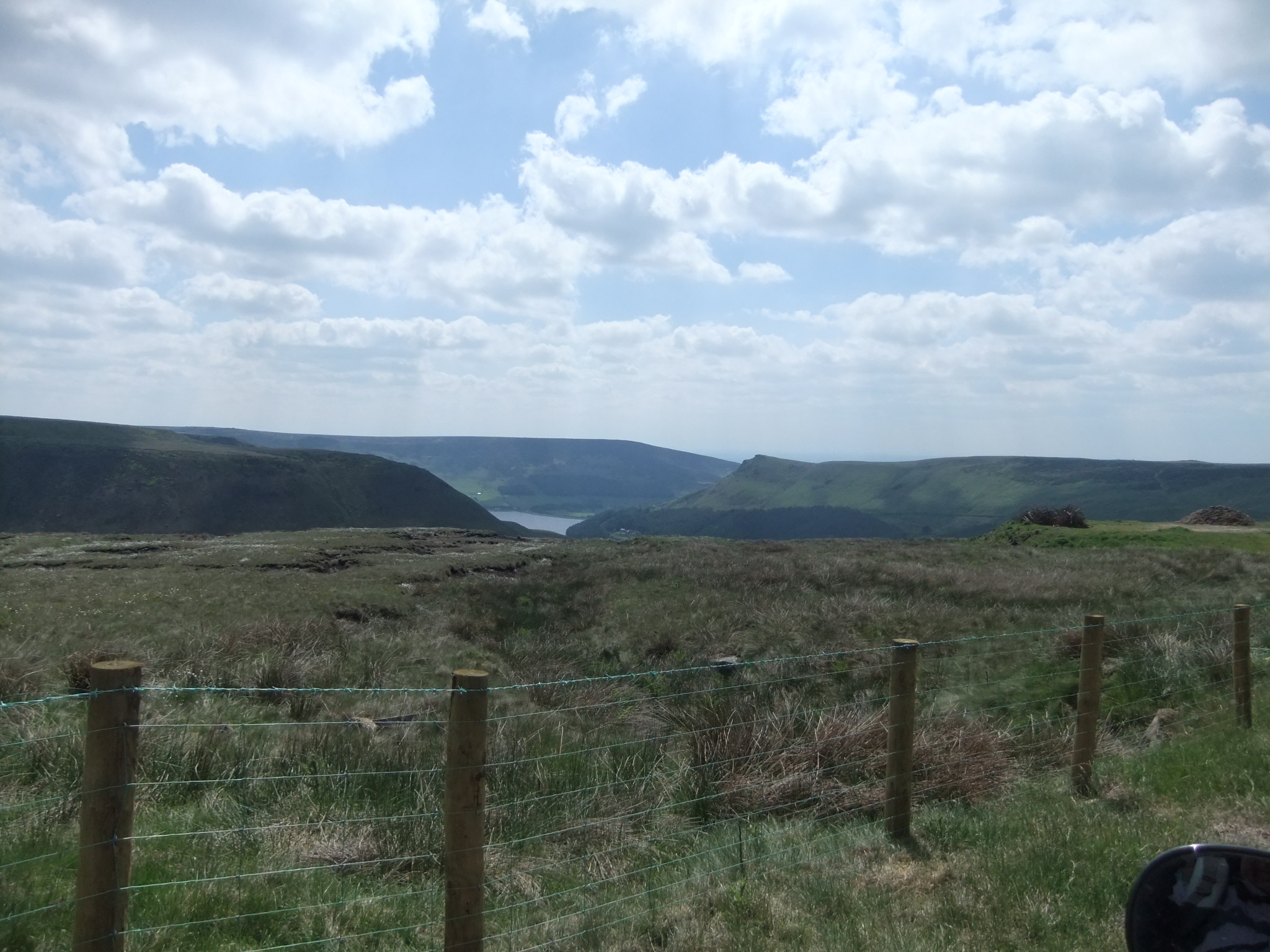
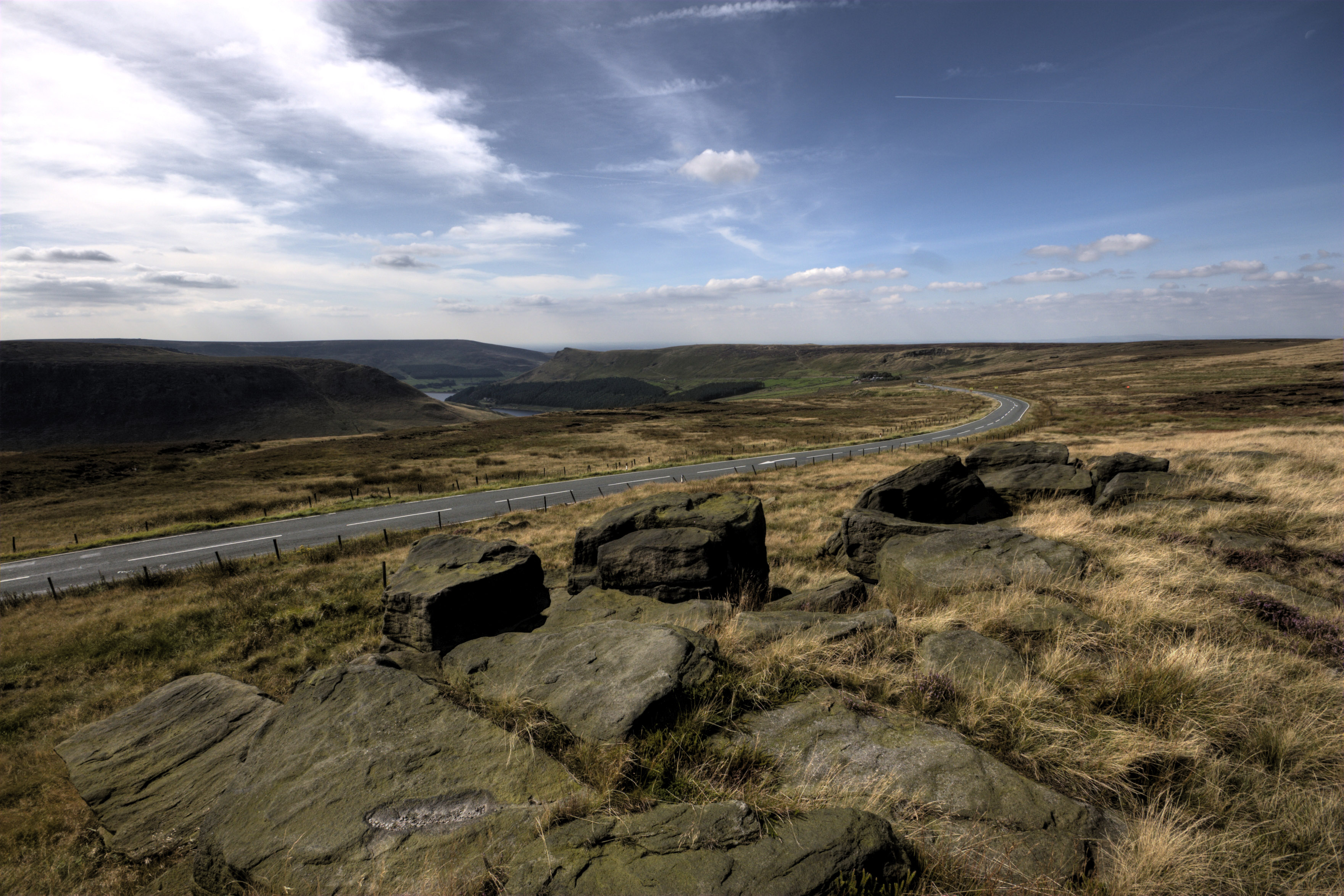
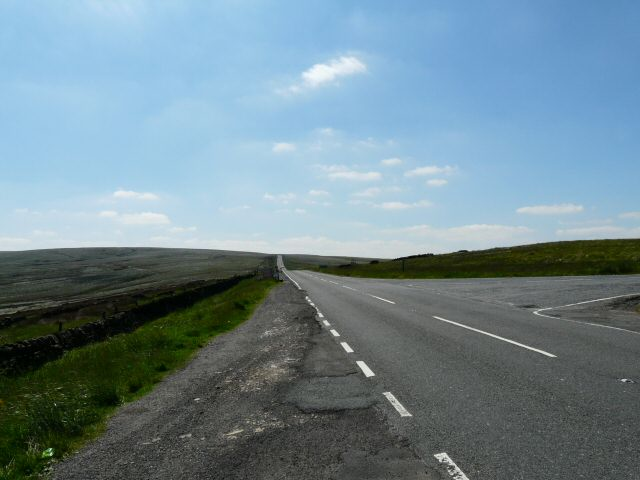
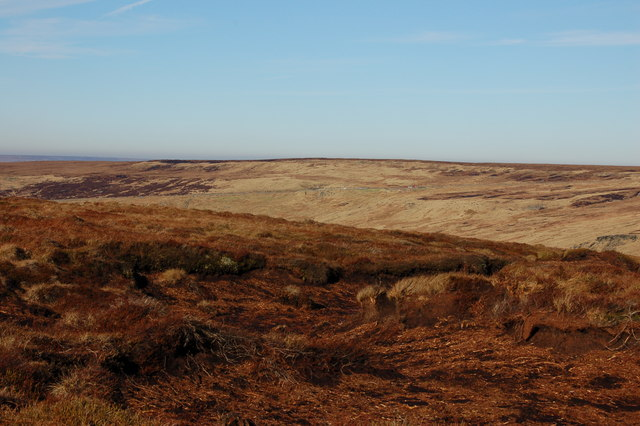
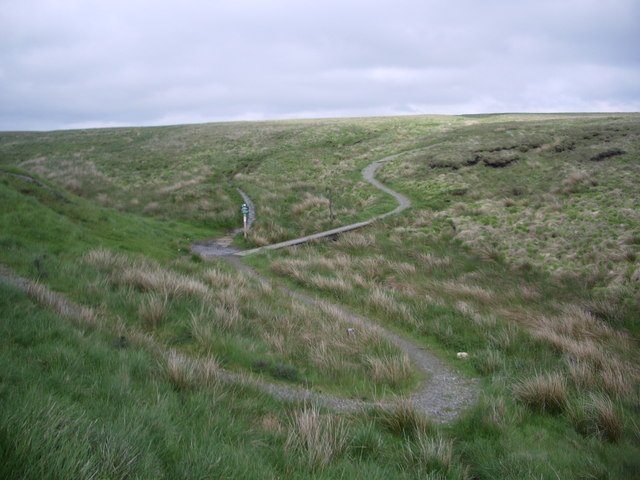
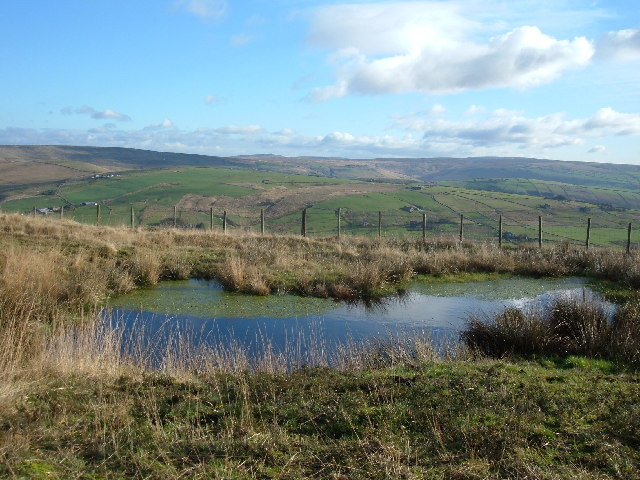
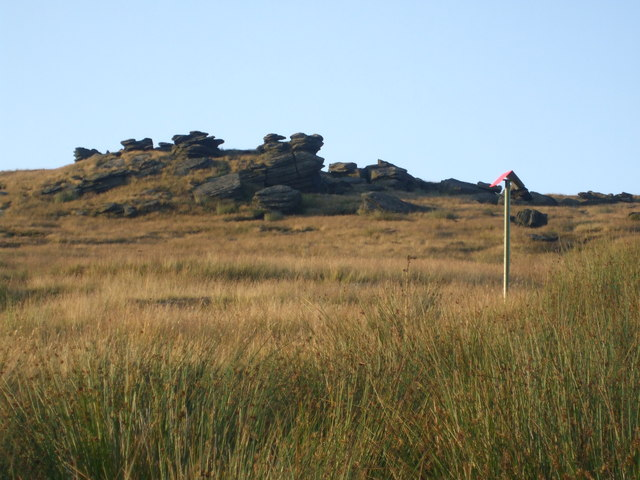

## Nachweise
1. ↑  What does Ian Brady know ? auf BBC News 1. Juli 2009
2. ↑  Keith Bennett - Moors Murders lost victim auf BBC News 17. August 2012
3. ↑  Saddleworth Moor fire is out after more than three weeks. In: BBC News North West. BBC, 18. Juli 2018, abgerufen am 20. September 2018 (englisch).
4. ↑  n-tv Nachrichten: Moorlandschaft in England steht in Flammen. In: n-tv.de. (n-tv.de [abgerufen am 24. Juli 2018]).

Koordinaten: 53° 32′ 19,3″ N, 1° 57′ 9,8″ W